# Verdienter Erfinder der UdSSR

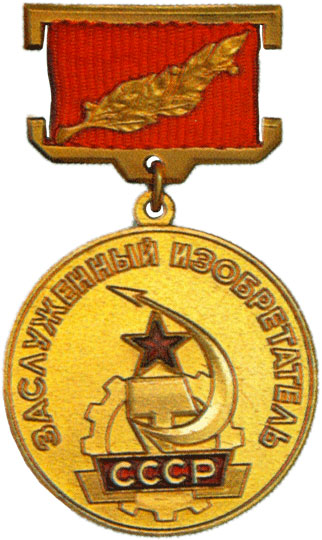
Abzeichen zum Ehrentitel

Der Ehrentitel Verdienter Erfinder der UdSSR (russisch Заслуженный изобретатель СССР) war eine staatliche Auszeichnung der ehemaligen Sowjetunion, welche in Form eines Abzeichens am 28. Dezember 1981 vom Präsidium des Obersten Sowjets der UdSSR gestiftet wurde. Die Verleihung erfolgte bis zum Ende der Sowjetunion. Am 30. Dezember 1995 wurde der Ehrentitel erneut aufgegriffen und unter der Bezeichnung Verdienter Erfinder der Russischen Föderation wieder verliehen.

## Verleihungsbedingungen
Der Ehrentitel wurde an Persönlichkeiten des sowjetischen Volkes verliehen, die durch ihre hervorragende und beispielgebende Entwicklung von neuen und effizienteren Maschinen auf den Gebieten der Wissenschaft, der Technik sowie der elektronischen und mikroelektronischen Bereiche verliehen. Die Verleihung des Titels an ein und dieselbe Person war dabei nur einmal möglich.

## Aussehen und Trageweise
Das vergoldete Abzeichen hat die Form einer Medaille und zeigt auf seinem Avers die Symbolik der Forscherlehre in Form eines Zahnrades, eines Hammers sowie einer stilisierten Rakete. Etwa mittig prangt der Rote Stern der Sowjetunion sowie das Namenskürzel CCCP (UdSSR). Umschlossen wird das ganze von der Umschrift Заслуженный изобретатель (Verdienter Erfinder). Getragen wurde das Abzeichen an der rechten Brustseite und oberhalb eventuell verliehener Orden an einer goldenen rechteckigen Spange mit rotem Band. Auf dieses Band ist zusätzlich die Miniatur eines Lorbeerzweiges mit Früchten aufgelegt, die nach links oben zeigt.

## Träger des Ehrentitels
Der Titel Verdienter Erfinder der UdSSR wurde 16 Mal verliehen, u. a. an folgende Personen.
- 1983: Swjatoslaw Fjodorow (1927–2000), russischer Professor für Augenheilkunde, Politiker und Präsidentschaftskandidat[4]
- 1983: Borys Paton (1918–2020), sowjetisch-ukrainischer Wissenschaftler, Spezialist im Bereich des elektrischen Schweißens und Präsident der Nationalen Akademie der Wissenschaften der Ukraine[5]
- 1985: Gawriil Ilisarow (1921–1992), sowjetischer Orthopäde[6]
- 1987: Kazimieras Ragulskis (* 1926), sowjetisch-litauischer Erfinder[7]
- 1988: Dmitri Matwejenko (1920–2011), sowjetisch-russischer Erfinder, Held der sozialistischen Arbeit[8]